# Dyseriocrania griseocapitella
Dyseriocrania griseocapitella là một loài bướm đêm thuộc họ Eriocraniidae. Nó được tìm thấy ở Nova Scotia to Florida, phía tây đến Illinois và Mississippi.
Sải cánh dài 10–13 mm đối với con đực và 9-12,5 mm đối với con cái. Các cánh trước có màu vàng đồng, lốm đốm nhiều đốm nhỏ của vảy sẫm màu hơn. Các cánh sau nhạt màu hơn, hơi xám với một chút ánh tía, thưa thớt với các vảy rộng vừa phải. Bướm bay từ cuối tháng 2 đến cuối tháng 5 trong một thế hệ mỗi năm.
Ấu trùng ăn các loài Castanea và Quercus. Chúng ăn lá của cây chủ. Chúng dùng mỏ để đục một đường hẹp, tuyến tính kéo dài về phía mép lá. Sau khi mở một đường ngoằn ngoèo, mỏ mở rộng để tạo thành một đốm lớn, hơi phồng lên. Ấu trùng trưởng thành rơi xuống đất và chui vào đất. Tại đây, chúng tạo ra một kén hình bầu dục tương đối dai bằng tơ và các hạt đất nhỏ. Ấu trùng có thân màu nâu sẫm và đầu màu nâu nhạt đến vàng nhạt.